# Amerikanische Universität Beirut

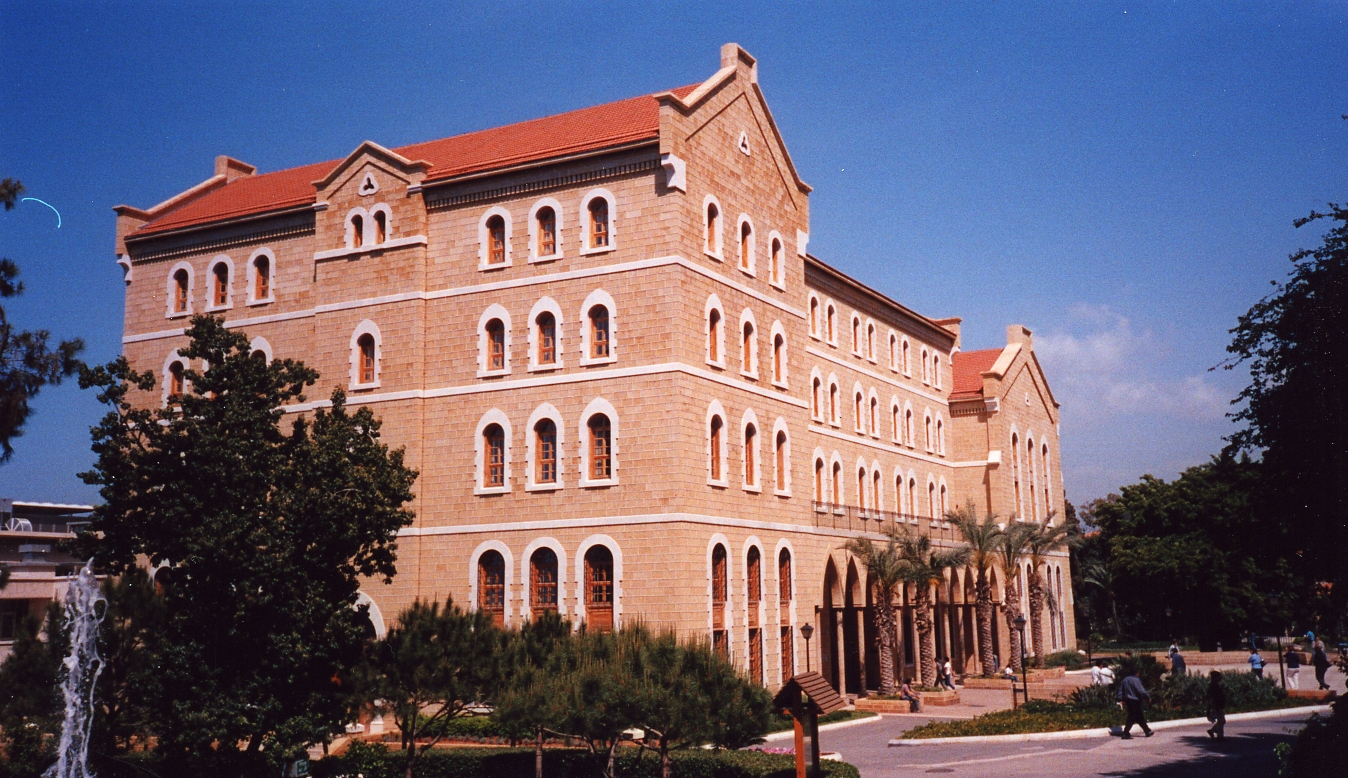
College Hall der AUB

Die Amerikanische Universität Beirut (englisch American University of Beirut, AUB) ging aus dem Syrian Protestant College hervor und ist eine nicht-konfessionelle Universität in Beirut, die als private US-Hochschule im Bundesstaat New York registriert ist, und somit ihren Absolventen die Fortsetzung des Studiums in den USA ermöglicht. Die AUB ist heute mit etwa 7000 Studierenden eine der wichtigen und teuersten Universitäten im Nahen Osten.

## Lage
Der Campus hat eine Größe von etwa 250.000 Quadratmetern und entstand ab 1870 im gleichnamigen Stadtteil Jamia (arabisch جامعة ‚Universität‘) auf einem damals als Tintas bekannten Grundstück. Er befindet sich im Bezirk Dar el-Mreisseh. Der Campus liegt am Mittelmeer und ist nur durch die Avenue de Paris von der Küstenpromenade Corniche Beirut getrennt. Der Haupteingang liegt landseitig an der Rue Bliss. Der Funkturm auf der gegenüberliegenden Seite der Corniche wird auch AUB-Tower oder University-Tower genannt. Die Universitätsklinik, das American University of Beirut Medical Center (AUBMC), liegt im benachbarten Stadtteil Ain el-Mreisseh.

## Geschichte

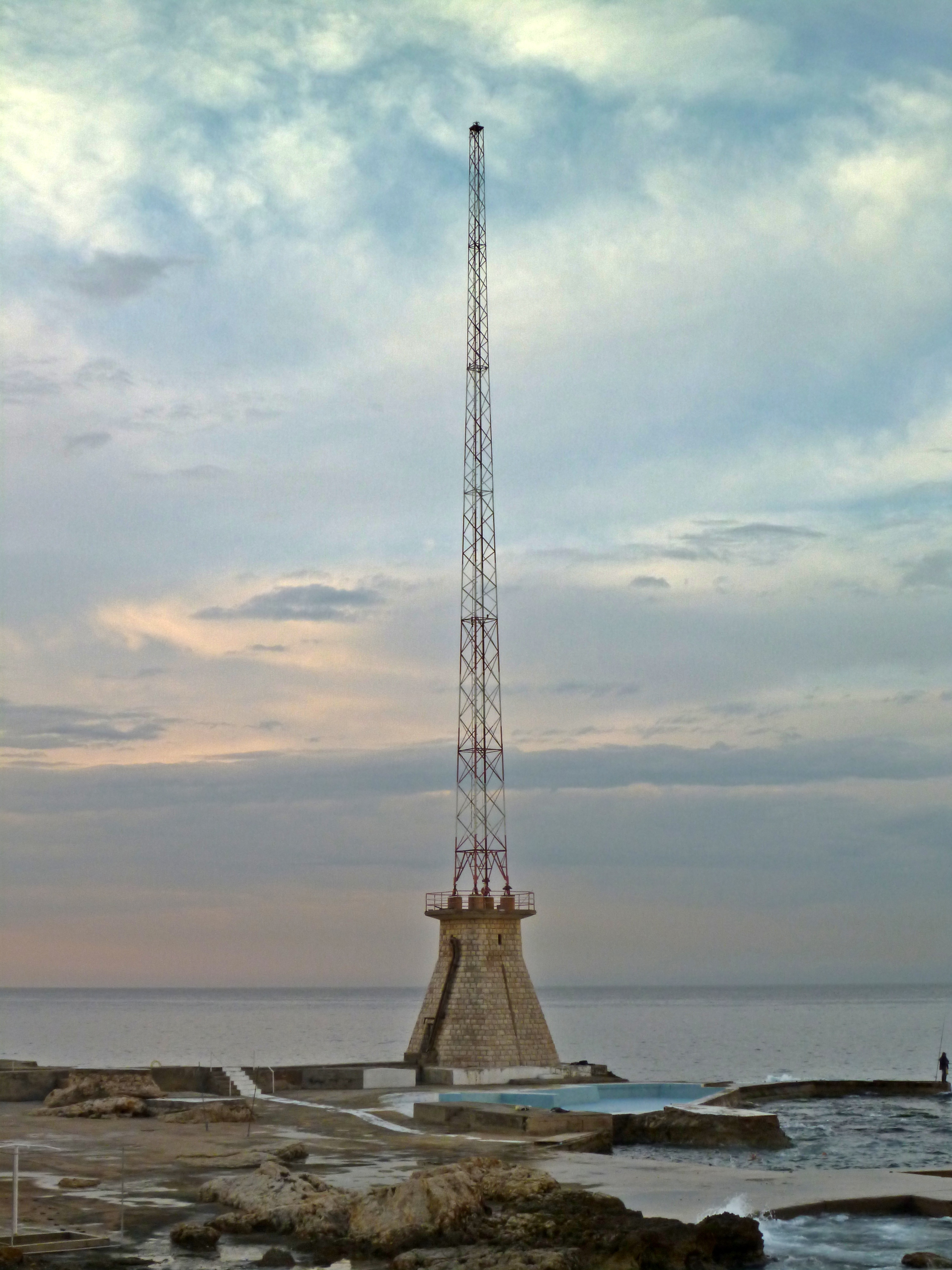
AUB-Tower, an der Promenade von Beirut, gegenüber der Universität

### Gründungsjahre
Die Amerikanische Universität Beirut (AUB) wurde 1866 im Osmanischen Reich unter dem Namen Syrian Protestant College (SPC) von protestantischen Missionaren aus den USA unter der Leitung von Daniel Bliss gegründet, als zweite US-Hochschule außerhalb Nordamerikas nach dem 1863 gegründeten Robert College in Istanbul. Dies geschah auf Vorschlag von William McClure Thomson, der US-amerikanische Missionar hatte 1862 dem American Board einen entsprechenden Antrag vorgelegt. Der Lehrbetrieb des SPC begann am 3. Dezember 1866 mit 16 Studenten und den drei Lehrern David Dodge, Nassif al-Yaziji (Arabisch) und Ass'ad Shadoudi (Mathematik). Vier Jahre später war die Zahl der Studenten auf 70 angestiegen. Bliss leitete das SPC  bis 1902 und übergab darauf seinem Sohn Howard S. Bliss die Schulleitung, die dieser 18 Jahre ausübte. 1920 erfolgte die Umbenennung zur AUB.

### Medizin
Das SPC war die dritte Institution nach Istanbul und Kairo, die in der Region ein Medizinstudium anbot. Der Bereich Medizin zählte 37 Studenten im akademischen Jahr 1879/1880. In Ermangelung eines für die Ausbildung notwendigen eigenen Krankenhauses ging das SPC in der Anfangszeit eine Kooperation mit dem 1867 eröffneten deutschen Johanitter-Hospital der Kaiserswerther Diakonie ein. Bis 1903 mussten Medizinstudenten ihre Abschlussprüfung in Istanbul ablegen. Ab 1889 wurden im Bereich Pharmazie die ersten Abgänger diplomiert.

### Studierende nach Herkunft und Geschlecht
Die Studenten waren 2,1 % Muslime im Jahr 1894, 13 % um 1905 und 15 % um 1908. Frauen hatten in den ersten Jahrzehnten ihres Bestehens nur Zugang zur 1905 gegründeten Krankenpflegeschule der AUB. Als das Beirut College for Women 1924 einen universitären Studiengang für Frauen eröffnete, zog die AUB nach und öffnete 1927 Frauen den Zugang zu allen Studienrichtungen.

### Geisteswissenschaften
Bereits 1868 entstand das universitätseigene archäologische Museum. Der Bibelübersetzer Eli Smith (1801–1857) leistete als protestantischer Missionar Vorarbeit für die Gründung der Hochschule. An der AUB erschien auch beispielsweise ab 1876 die Zeitschrift al-Muqtataf, in der 1883 unter anderem George Edward Post veröffentlichte. Hingegen wurde der Historiker Dschurdschī Zaidān, damals noch im Fach Medizin, wegen seiner Verteidigung des Darwinismus eines seiner Chemieprofessoren 1882 von der Universität verwiesen. Zaidān hatte sich für die Verwendung der arabischen Sprache im Lehrbetrieb eingesetzt, die ab 1880 von Englisch verdrängt wurde.
Beirut zog eine Anzahl jüdischer Studenten aus Palästina an. Der in Snowsk geborene AUB-Student und spätere israelische Diplomat Eliahu Elat meint, dass die AUB arabisches Gedankengut im Gegensatz zu den von Frankreich geführten Institutionen nicht unterdrückte. An der AUB erschien in diesem Sinn 1938 auch das von George Antonius verfasste Buch Das Arabische Erwachen.
Bereits vor der Unabhängigkeit des Libanon 1943 wurde 1932 die protestantisch-theologische Fakultät abgespalten, die in die heutige Near East School of Theology übergegangen ist, eine der bedeutendsten protestantisch-theologischen Hochschulen in der arabischen Welt. Im August 1948 veröffentlichte der an der AUB lehrende griechisch-orthodoxe Geschichtsprofessor Constantin Zureik den viel beachteten Essay Ma'na an-Nakba (dt. Die Bedeutung der Katastrophe) und prägte damit den auf die Folgen des Palästinakriegs verweisenden Begriff Nakba. Die Studentenorganisation Das feste Band (abgeleitet von Al-ʿUrwa al-Wuthqā) unterstützte seine Forderungen. Bis heute sind gewählte Studierendenvertreter mit häufig konfessionellem Profil einflussreich, 2017 triumphierten bei den Wahlen erstmals säkulare Listen.

### Durch Krieg und Krisen
Der Lehrbetrieb der AUB ging auch im Libanesischen Bürgerkrieg (1975 bis 1990) weiter. 1984 wurde der Politikwissenschaftler Malcolm Kerr, der die Universitätsleitung 1982 übernommen hatte, außerhalb des Campus von islamistischen Tätern ermordet. Am 22. März 1985 wurde der Spitaldirektor David Jacobson entführt. Das aus den Gründungsjahren stammende College Hall wurde 1991 durch die Explosion einer Autobombe zerstört.
Mitte Juli 2020 entließ die AUB 1500 Angestellte. Die Universitätsleitung gab bekannt, dies „aufgrund der Wirtschaftskrise“ entschieden zu haben. Die Zahl entsprach 20–25 % aller Beschäftigten der Universität. Die Gewerkschaften sprachen von einem „Massaker“. Die Universität wurde nach der Bekanntgabe von Polizei und Armee besetzt, um Unruhen zu verhindern. Fadlo R. Khuri, der Präsident der AUB, begründete diese Maßnahme mit „massiven Drohungen von außen“, nach seiner Darstellung seien seitens der Universität aber auch Fehler in der Kommunikation gemacht worden.

## Bibliothek
Zur Universitätsbibliothek gehört die Nami Jafet Memorial Library, die Engineering and Architecture Library und die Science and Agriculture Library. Das Agricultural Research and Education Center (AREC) in der Bekaa-Ebene ist ebenfalls mit seiner Bibliothek angebunden.
Der Bestand umfasst:
- 587.778 Einzelbände
- 923 Magazine, 244 davon in Arabisch
- 57.679 elektronische Journale
- 1.139.340 Einzelposten in verschiedensten Formaten, die meisten als Mikrofilm, vor allem mit Inhalten von regionalen, zum Teil historischen Zeitschriften und Dokumenten
- 1.398 Manuskripte der “Archives and Special Collections”
- 7.714 Diplom- und Doktorarbeiten, zurück bis ins Jahr 1907
- 3.940 Poster
- 1.902 Karten
- 46.418 historische Fotografien[21]

## Bekannte Professoren und Studenten

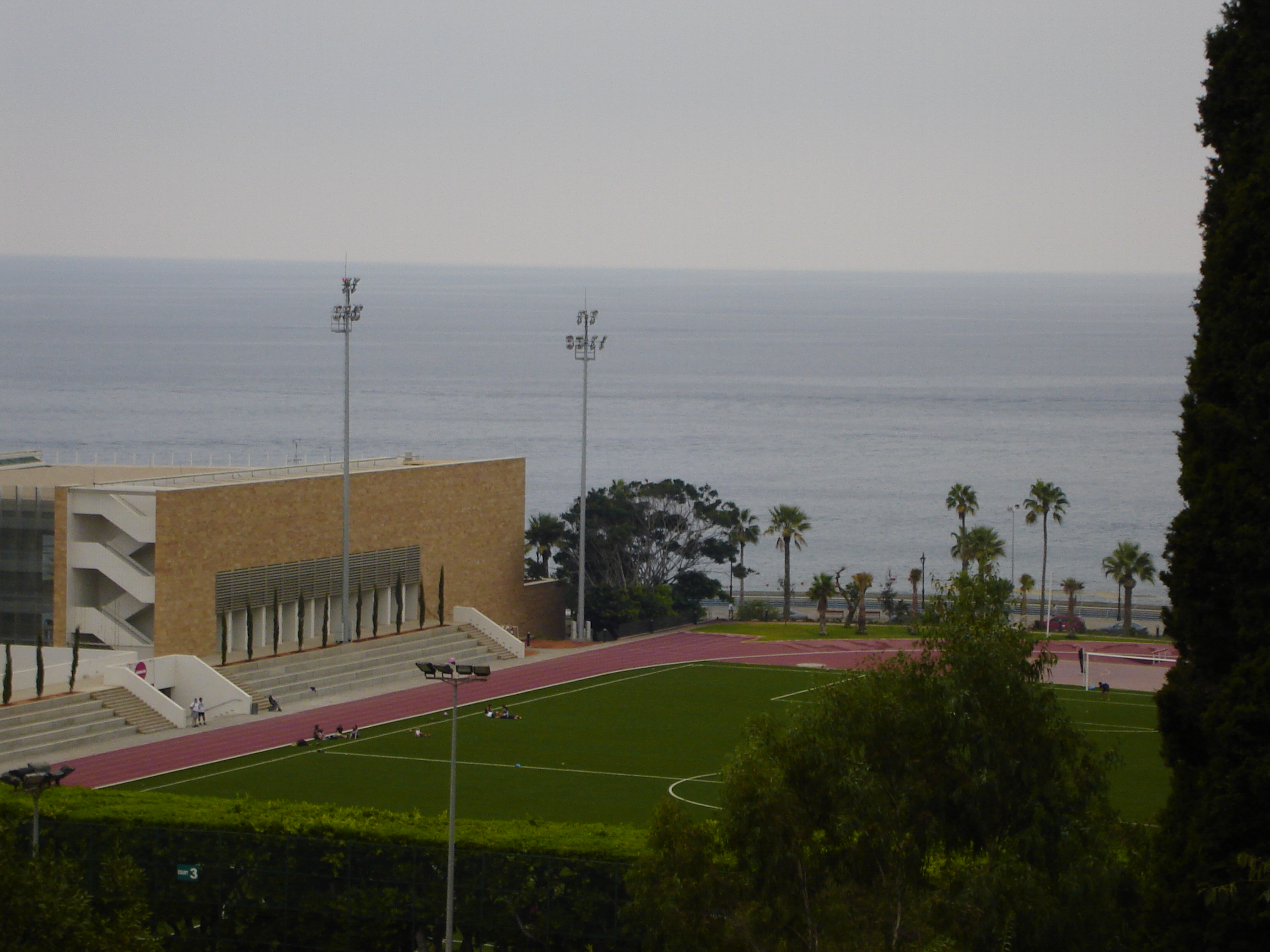
Sportplatz der Universität, im Hintergrund das Mittelmeer

- Haidar Abdel-Shafi (1919–2007), palästinensischer Arzt und Politiker
- Hanan Aschrawi (* 1946), palästinensische Politikerin
- Mounir Aoun, Geschichtenerzähler
- Wadi' al-Bustani, libanesischer Dichter
- Faris al-Churi (1877–1962), Premierminister von Syrien
- Hassan Diab (* 1959), Hochschullehrer, Bildungs- und Premierminister
- Walid Dschumblat (* 1949), Führer der Sozialistischen Fortschrittspartei Libanons
- Eliahu Elath (1903–1990), israelischer Diplomat[13]
- Samir Geagea (* 1952), libanesischer Milizführer
- Aschraf Ghani Ahmadsai (* 1949), afghanischer Politologe und Politiker
- George Habasch (1926–2008), palästinensischer Aktivist[22]
- Wadi Haddad (1927–1978), palästinensischer Terrorist[15]
- Zaha Hadid (1950–2016), Professorin für Architektur
- Selim al-Hoss (1929–2024), Wirtschaftswissenschaftler, vormaliger Premierminister im Libanon
- Malcolm Kerr (1931–1984), Politikwissenschaftler, Student und Präsident der AUB, vormaliger Dekan der Sozialwissenschaften an der UCLA
- Hussein Khalidi (1895–1962), Bürgermeister von Jerusalem und jordanischer Premierminister[23]
- Zalmay Khalilzad (* 1951), amerikanischer Diplomat, US-Botschafter in Afghanistan und Irak
- Philip S. Khoury (* 1949), Dekan der Kunst- und Wissenschaftsfakultät am MIT
- Said Khoury, Mitgründer der Consolidated Contractors Company
- Manfred Korfmann (1942–2005), deutscher prähistorischer Archäologe
- Simone Kosremelli (* 1950), libanesische Architektin
- Otto Krayer (1899–1982), deutsch-amerikanischer Arzt und Pharmakologe
- Nazim al-Qudsi (1906–1998), Präsident von Syrien
- Charles Malik (1906–1987), Philosoph, Diplomat, libanesischer Botschafter, Mitverfasser der UN-Menschenrechtserklärung
- Nadschib Miqati (* 1955), Ingenieur, Premierminister des Libanon
- Sulaimān an-Nābulusī (1908–1976), jordanischer Premierminister[24]
- Najib Nassar (1865–1947), Gründer der Zeitung Al-Karmil[25]
- Adel Osseiran (1905–1998), einer der Gründervater des Libanon und Parlamentspräsident
- George Edward Post, Arzt und Botaniker, Professor am Syrian Protestant College
- Abdallah ar-Rimawi (* 1920), jordanischer Außenminister
- Asad Rustum (1897–1965), Historiker, Professor an der AUB[13]
- Lea Rustom, Gründer der Alba-tayeb-Wohlfahrtsorganisation
- Elias Saba, libanesischer Minister
- Saeb Salam (1905–2000), Premierminister des Libanon
- Riad Salameh (* 1950), Zentralbankvorsitzender[26]
- Kamal Salibi (1929–2011), libanesischer Historiker, AUB Emeritus Professor für Geschichte
- Sana Salous (* 1955), palästinensische Professorin für Nachrichtentechnik an der Universität Durham
- Ghada al-Samman (* 1942), syrische Schriftstellerin
- Randa Bassem Serhan, Soziologe
- Abdul-Rahman Shahbandar (1880–1940), antifranzösischer Nationalist und syrischer Außenminister
- Serene Husseini Shahid (1920–2008), palästinensische Schriftstellerin
- Kamal Shair, Gründer und Seniorpartner von Dar Al-Handasah
- Shoghi Effendi (1897–1957), Glaubensführer der Bahá'í
- Wasfi at-Tall (1919–1971), jordanischer Politiker[27]
- Ja'afar Touqan (* 1938), palästinensisch-jordanischer Architekt
- Ghassan Tueni (1926–2012), Journalist, Politiker, Botschafter, Herausgeber der Zeitung An-Nahar
- Birgitta Maria Siefker-Eberle (* 1954), deutsche Botschafterin
- Dschurdschī Zaidān (1861–1914), Schriftsteller und Historiker
- Constantin Zureik (1909–2000), Historiker, AUB-Professor und Präsident[28]